# Bee Vang
Bee Vang (sinh ngày 4 tháng 11 năm 1991) là một diễn viên người Mỹ. Anh diễn chung với Clint Eastwood trong bộ phim Gran Torino.
Trước phim Gran Torino, Vang chưa từng có kinh nghiệm đóng phim.

## Cuộc sống cá nhân
Vang sinh tại Fresno, California, 4 năm sau khi cha mẹ anh di cư từ Thái Lan. Anh học trường Robbinsdale Armstrong High School ở Plymouth, Minnesota.
Anh hiện tại theo học Brown University ở Providence, Rhode Island.

## Sự nghiệp
| Năm  | Phim        | Vai diễn      |
| ---- | ----------- | ------------- |
| 2008 | Gran Torino | Thao Vang Lor |

## Liên kết khác
1. 1 2  Baenen, Jeff (ngày 16 tháng 1 năm 2009). “Clint Eastwood makes novice teen actor's day”. Associated Press. Truy cập ngày 18 tháng 5 năm 2009.
2. ↑  Hewitt, Chris (ngày 9 tháng 1 năm 2009). “He auditioned on a lark. Now, he's Eastwood's co-star”. Pioneer Press. Truy cập ngày 19 tháng 1 năm 2009.